# Центральный автовокзал (Кишинёв)
 Центральный автовокзал (рум. Autogara Centralǎ) — один из трёх автовокзалов города Кишинёва. Расположен в Центральном секторе Кишинёва по адресу улица Митрополит Варлаам, 58 . Автовокзал обслуживает как пассажирские перевозки внутри Республики Молдова (преимущественно пригородные), так и зарубежные направления (Украина).

## История
Центральный автовокзал Кишинёва был построен в 1974 году (архитектор И. А. Загорецкий). Вместимость здания составляла 800 человек. В здании автовокзала на первом этаже размещались зал ожидания, кассы по продаже билетов, камеры хранения, различные киоски, справочное бюро автовокзала, парикмахерская, а также административные помещения. На втором этаже были открыты учреждения общепита. К 1982 году пассажиропоток кишинёвского Центрального автовокзала достиг 9.5 миллионов пассажиров в год, количество рейсов каждый день составляло 732 в города, районные центры и сёла МССР, а также в 40 городов соседней Украины. Функционировал и один международный маршрут (Кишинёв — Бухарест). В 1982 году была открыта автостанция «Южная» (ныне  Южный автовокзал Кишинёва), на который были переведены рейсы в населённые пункты юга Молдавии, а также в некоторые города Украины (Вилково, Рени, Измаил и другие).
К концу 1990-х годов Центральный автовокзал, построенный для обслуживания преимущественно пригородных маршрутов, перестал справляться с нагрузкой. Стоянок для многочисленных междугородных и международных автобусов перестало хватать. Техническое состояние автовокзала было далеко от нормы. Шум и выхлопные газы мешали жителям близлежащих домов. В 1997 году появились сведения, что планируется постройка нового автовокзала (северного направления). В 2005 году большая часть междугородных и международных маршрутов была переведена на новый кишинёвский  автовокзал «Северный», также многие маршруты были переведены на Южный автовокзал (в частности, международные рейсы на Румынию, Болгарию, Германию, Грецию).
В 2008 году в прессе появились сообщения, что Центральный автовокзал Кишинёва будет расширен за счёт Центрального рынка (по соседству с которым находится), который, в свою очередь, будет переведён на площадку рядом с Северным автовокзалом (для чего потребуется снести старые теплицы, часть вещевого рынка и старые дома). В настоящее время проект находится на стадии согласования с различными ведомствами.

## Маршруты

### Междугородные
| - Анений Ной - Баймаклия - Балабанешты - Балцата - Бардар - Батыр - Бауричь - Бендеры - Биешть - Болдурешть - Болтун - Бранешты - Брэтулень - Бравича - Бульбоака - Бутучень - Бэлэнешть - Бэлэурешть - Валя Трестиень - Варатик - Варница - Варзарешть - Войнова - Волинтирь - Ворничень - Вынаторь - Вышкэуць | - Вэлчинец - Гетлово - Грозешть - Гура-Быкулуй - Гэлешть - Делакэу - Джамана - Днестровск - Долинное - Долна - Донич - Дороцкая - Драсличены - Дубоссары - Ермоклия - Жеврень - Заим - Замчож - Збероя - Зубрешть - Зымбрень - Зэикань - Иванча - Избище - Исаково - Ишновец - Кэбэешть | - Кэйнарь - Калфа - Карахасань - Карбуна - Кэушень - Кирка - Клишово - Кодрянка - Кондрица - Константиновка - Копанка - Копчак - Коржево - Коскалия - Кошница - Кристешть - Криулень - Крокмаз - Круглик - Кукурузений де Сус - Кэплань - Кэтэлень - Лопатна - Лупа Рече - Магдачешты - Максимовка - Малаештий-Ной | - Малаешты - Малкоч - Маловата - Маловата Ноуэ - Марианка де Сус - Маркауць - Мерень - Милешть - Микауць - Мирзешть - Монастырь Курчинь - Николаевка - Ниморень - Ниспорень - Нишкань - Новые Варзарешты - Новые Драгушаны - Новые Мерены - Одая - Оксентя - Олэнешть - Oнишкань - Опачь - Оргеев - Паланка - Паручень - Пашкань | - Пересечинa - Плотина - Порумбрей - Похребень - Похребя - Пухачень - Пуркарь - Пыржолтень - Пырыта - Пятра - Резень - Речя - Рогь - Роскань - Рэдень - Раскаец - Рэзень - Сагайдак - Садова - Саицы - Сатул Ноу - Селиште - Серпень - Сипотень - Слободзея - Скорены - Сирота | - Спея - Старая Кобушка - Старые Дубоссары - Старый Хирбоватул - Стецканы - Сурик - Суручень - Суслень - Сэлкуца - Сэсень - Табора - Талмаз - Танатарь - Тараклия - Татарешть - Телица - Темелеуць - Тирасполь - Токуз - Требужень - Троицкое - Тыбырика - Фарладень - Флорены - Фурчень - Хагимус - Хармацка | - Хиждиень - Ходжинешть - Холеркань - Хомутяновка - Хорешть - Хородиште - Хыржаука - Хырова - Большой Хыртоп - Малый Хыртоп - Циганешть - Ципала - Четросу - Чигэрлень - Чобурчу - Чорешть - Чимишень - Чирнэтень - Чуфлешть - Штефан-Водэ - Юрчень - Яловены |

### Международные
| Украина: - Украинка - Одесса - Комиссаровка | Румыния: - Бухарест - Тимишоара | Россия: - Москва |

### Транзитные
- Бельцы —  Тирасполь
- Бельцы — Порумбрей
- Кагул — Порумбрей
- Липкань —  Тирасполь
- Порумбрей —  Бендеры
- Рышканы —  Тирасполь